# 야쿱 알만수르

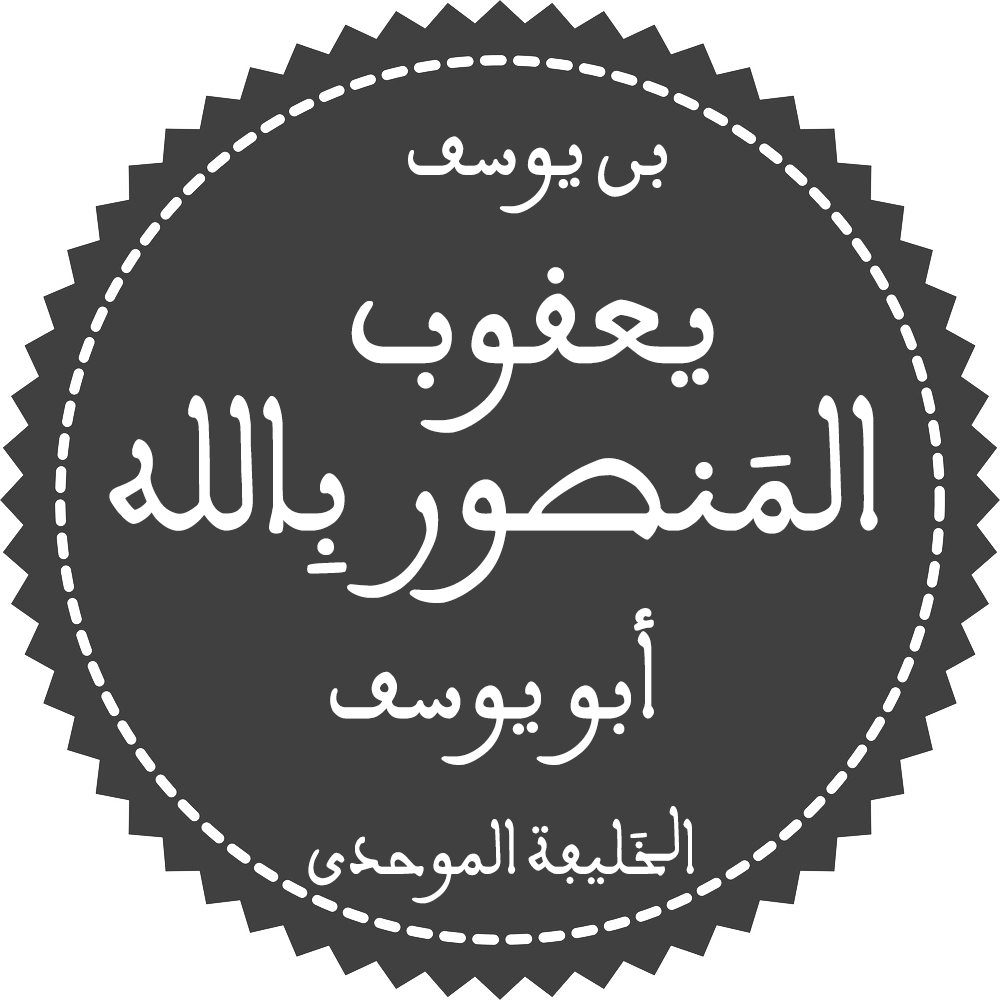

아부 유수프 야쿱 알만수르(1160년 - 1199년 1월 23일, Abu Yusuf Ya'qub al-Mansur, 아랍어: ابو يوسف يعقوب المنصور, 혹은 Moulay Yacoub)는 무와히드 칼리파국의 제 3대 칼리파(재위 : 1184년 ~ 1199년)이다.

## 생애
그의 아버지인 아부 야쿱 유수프를 계승하여 그는 1184년에 재위해 1199년 죽을 때까지 왕위에 있었다. 그는 무역과 건축, 철학, 과학 발전에 집중했으며 영토 확장에는 더욱 적극적이었다. 1191년 기독교군이 지배하던 알가르브 지역을 점령하면서 포르투갈 군대를 내쫓았다.
알라르코스 전투에서 카스티야 왕국 군대를 물리치면서 "신에 의한 승리자"라는 칭호를 얻었다.
그는 지금의 모로코 마라케시에서 죽었다. 수 개의 주요 프로젝트를 진행하면서 쿠투비아 모스크와 엘 만수리아 모스크를 짓는 한편 메니다 남쪽 부분과 연결돼도록 했다. 그는 세계에서 가장 큰 모스크를 세우려 했으나 공사가 진행되다 멈췄다. 핫산 타워를 비롯한 기초 공사만 완련 됐다.
그는 아버지가 포르투갈에서 암살되면서 왕위에 올랐으며 죽음에 복수하기 위해 왕좌를 가로챈 자들을 죽이고 아프리카로 돌아왔다. 그는 이베리아 반도로 다시 건너가 복수했으며 모든 주요 도시를 정복했다. 모로코로 수천명의 기독교 포로와 처녀, 아이들을 데려왔다.
그가 아프리카로 돌아가자 일부 반대 세력(기독교)의 모반이 일어났으나 그가 다시 돌아가 모두 진압했다. 포로들은 잡혀 50명씩 단체로 팔렸다.
알만수르가 아프리카로 가면서 기독교인들은 군인 300,000명을 양성해 그를 없앨 계획을 세웠다. 이를 듣자마자 알만수르는 모든 군대를 없애기 위해 다시 건너가 15만 명 이상을 죽이고 값을 헤아리기 힘들 정도의 약탈품을 가져왔다고 한다.
| 전임 아부 야쿠브 유스프 1세 | 제3대 무와히드 칼리파국의 칼리파 1184년 ~ 1199년 | 후임 무함마드 나시르 |